# Teófilo Martínez de Escobar

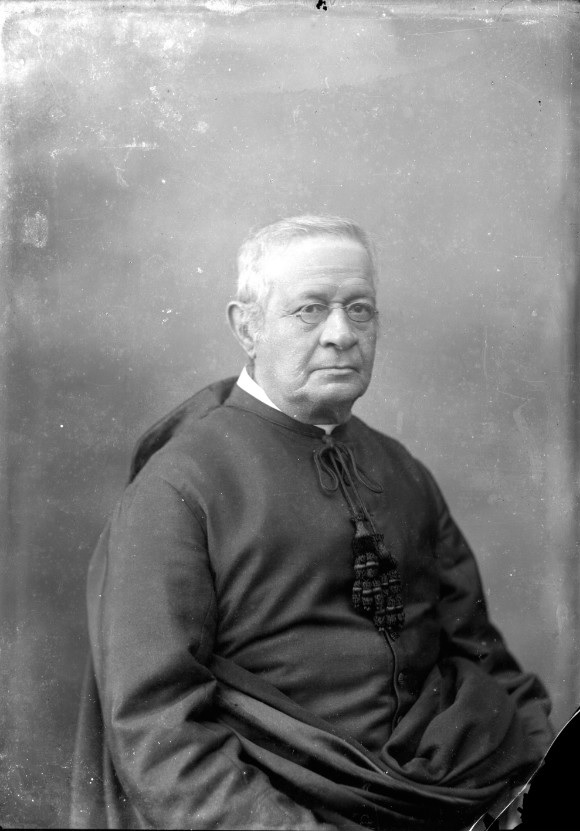
Teófilo Martínez de Escobar. Fotografía de El Museo Canario.

Teófilo Martínez de Escobar y Luján (Las Palmas de Gran Canaria, 1833-1912), sacerdote católico, doctor en filosofía y catedrático de Metafísica en la Universidad de La Habana, de ideología liberal y próximo al krausismo, fue presidente de la Sociedad Científica de El Museo Canario de 1896 a 1907.

## Biografía
Criado en una familia ilustrada, su padre Bartolomé Martínez de Escobar, jurisconsulto prestigioso, cultivó también la historia y la poesía y su madre, Francisca Luján, era hija del escultor José Miguel Luján. Sus hermanos, Emiliano, también sacerdote, y Amaranto, siguieron igualmente el camino de las letras. Estudió con brillantes calificaciones en el Seminario Diocesano de Las Palmas. Recibió la ordenación sacerdotal el 19 de abril de 1857 y fue destinado a la parroquia de Teror como teniente cura, donde permaneció año y medio. Obtuvo el bachiller en Artes en 1862, al agregar a los estudios cursados en el noviciado los realizados en el instituto provincial de segunda enseñanza, aunque ya antes, de 1859 a 1862, había impartido clases de latín y griego en el colegio de San Agustín de Las Palmas.
En septiembre de 1864 se trasladó a Sevilla para cursar en su universidad la carrera de Filosofía. Coincidió en el barco que lo trasladó a Cádiz con Benito Pérez Galdós, del que había sido profesor en el Colegio de San Agustín. Ambos concibieron la idea de escribir un libro conjuntamente con el título de Un viaje de impresiones, del que solo llegaron a escribir dos capítulos: el titulado «Una noche a bordo», Galdós, y «Nueve horas en Santa Cruz de Tenerife», Martínez de Escobar.
Obtuvo el grado de doctor en Filosofía en 1873. Paralelamente impartió clases de diversas materias en el colegio de San Fernando de Sevilla y obtuvo por oposición las cátedras de Filosofía, Lógica y Psicología de los institutos de Huelva y de Osuna, pero no consta que tomase posesión. En la universidad hispalense entró en contacto con el krausismo en las clases de Metafísica impartidas por Federico de Castro, discípulo de Julián Sanz del Río. Al año de obtener el doctorado se estableció en Cuba, donde en abril de 1875 fue nombrado profesor interino de Metafísica en la Universidad Literaria de La Habana, hasta alcanzar en 1880 la plaza en propiedad.
Sus enseñanzas, de carácter racionalista y con una fuerte inclinación a la aplicación de sus postulados teóricos en el terreno de la ética, con fundamento en el ineludible cumplimiento del deber, tal como las expuso, por ejemplo, en la lección inaugural del curso 1879-1880 en la universidad habanera, con el título «Positivismo y lo Absoluto», y en su discurso de toma de posesión de la cátedra de Metafísica, se oponían radicalmente al positivismo en auge, al que acusaba de incurrir en relativismo moral, y fueron replicadas en la misma universidad por Enrique José Varona, que atacó su discurso «con furia antimetafísica» en un opúsculo titulado La Metafísica en la Universidad de la Habana, publicado tres años después.
En 1879, haciéndolo compatible con la cátedra universitaria, puso en marcha como profesor y empresario el colegio de primera y segunda enseñanza La Gran Antilla, de carácter privado y orientación liberal krausista —insistencia en las enseñanzas prácticas e integradoras—, pero cercano a los intereses de los españoles en la isla y opuesto a los colegios en los que se educaban las élites nacionalistas criollas.
Se ausentó de Cuba por enfermedad de 1884 a 1888, años en que volvió a residir en las Canarias, y al reincorporarse en 1889 a su cátedra fue nombrado decano accidental, puesto desde el que denunció ante el ministerio la lamentable situación en la que se encontraba su facultad de la que, por un motivo u otro, faltaban casi todos los catedráticos. Permutó la cátedra por la de Estética e Historia crítica la literatura española, pero agravadas sus dolencias en enero de 1890 pidió la jubilación por impedimento físico, que le fue concedida en julio de 1891, cuando retornó definitivamente a las Canarias.
Desde 1896 presidió el Museo Canario, sociedad que desde Cuba había contribuido a fundar como socio corresponsal y a la que legó su biblioteca y otros objetos de interés científico. Residió sus últimos años en Fuerteventura, en el ejercicio de su ministerio sacerdotal.